# Гайдарабад (місто, Пакистан)
Гайдарабад (синдхі حيدرآباد; урду حيدرآباد; англ. Hyderabad) — місто у Пакистані, над річкою Інд. Стара столиця Синда і третє за величиною місто Пакистану. 

## Географія
Гайдарабад знаходиться за 160 км на північний схід від Карачі. Неподалік від Гайдарабада знаходиться найбільше озеро регіону — Манчар (площа 253 км²).

### Клімат
Місто знаходиться у зоні, котра характеризується кліматом тропічних пустель. Найтепліший місяць — червень із середньою температурою 33.9 °C (93 °F). Найхолодніший місяць — січень, із середньою температурою 16.7 °С (62 °F).
| Клімат Гайдарабада      | Клімат Гайдарабада | Клімат Гайдарабада | Клімат Гайдарабада | Клімат Гайдарабада | Клімат Гайдарабада | Клімат Гайдарабада | Клімат Гайдарабада | Клімат Гайдарабада | Клімат Гайдарабада | Клімат Гайдарабада | Клімат Гайдарабада | Клімат Гайдарабада | Клімат Гайдарабада |
| Показник                | Січ.               | Лют.               | Бер.               | Квіт.              | Трав.              | Черв.              | Лип.               | Серп.              | Вер.               | Жовт.              | Лист.              | Груд.              | Рік                |
| Середній максимум, °C   | 24                 | 28                 | 34                 | 39                 | 42                 | 40                 | 37                 | 36                 | 36                 | 37                 | 32                 | 26                 | 34                 |
| Середня температура, °C | 17                 | 20                 | 26                 | 30                 | 33                 | 34                 | 32                 | 31                 | 30                 | 29                 | 24                 | 19                 | 27                 |
| Середній мінімум, °C    | 10                 | 13                 | 18                 | 22                 | 25                 | 27                 | 27                 | 26                 | 25                 | 21                 | 16                 | 11                 | 20                 |
| Норма опадів, мм        | 4                  | 5                  | 5                  | 2                  | 4                  | 9                  | 70                 | 60                 | 18                 | 1                  | 2                  | 2                  | 181                |
| ----------------------- | ------------------ | ------------------ | ------------------ | ------------------ | ------------------ | ------------------ | ------------------ | ------------------ | ------------------ | ------------------ | ------------------ | ------------------ | ------------------ |
| Джерело: Weatherbase    |                    |                    |                    |                    |                    |                    |                    |                    |                    |                    |                    |                    |                    |

## Історія
Місто відоме як Нероонкот (синдхі نيرون ڪوٽ) з доісламських часів, та було засноване правителями Синда з династії Калгор. 
У 1768 році, коли Інд змінив своє русло, місто було перенесене на його теперішнє місце на лівому березі річки та перейменоване на Гайдарабад.
Культурна історія Гайдарабаду дуже багата. Недалеко від міста знаходяться місця розкопок слідів Індської цивілізації. Гайдарабад славиться своїми архітектурними пам'ятками, багато з яких були знищені або серйозно пошкоджені під час боротьби за незалежність від Великої Британії та антиурядових повстань 1980-х років. 
Місто вважається літературної батьківщиною місцевої синдської мови, так як в минулому Гайдарабад був притулком для синдських поетів та дервішів. 
В даний час Гайдарабад відомий великою кількістю навчальних закладів.

## Економіка
У місті розвинена бавовняна, чинбарська промисловість; сільськогосподарський ярмарок (рис, бавовна).

## Демографія
Населення міста за роками:
| 1961    | 1972    | 1981    | 1998      | 2006      | 2010      | 2012      | 2015      | 2014      |
| ------- | ------- | ------- | --------- | --------- | --------- | --------- | --------- | --------- |
| 434 537 | 628 631 | 751 529 | 1 166 894 | 1 417 082 | 1 578 367 | 1 391 534 | 2 000 000 | 3 429 500 |

## Релігія
| Релігія в Гайдарабаді | Релігія в Гайдарабаді | Релігія в Гайдарабаді | Релігія в Гайдарабаді | Релігія в Гайдарабаді |
| --------------------- | --------------------- | --------------------- | --------------------- | --------------------- |
| Релігія               |                       |                       |                       | %                     |
| Мусульмани            | Мусульмани            |                       | 94.0%                 | 94.0%                 |
| Індуїсти              | Індуїсти              |                       | 5.0%                  | 5.0%                  |
| Інші                  | Інші                  |                       | 1.0%                  | 1.0%                  |